# Lista de itens de Counter-Strike
Esta é uma lista de equipamentos de Counter-Strike que incluem armas de diversos portes e outros utilitários bélicos.

## Pistolas
| Glock 18 | Glock 18       | Glock 18 |                 |
| --- | -------------- | -------- | --------------- |
| Arma secundária que é a arma que mais é modificada em todo o jogo, é a que possui mais skins (modificações visuais sem alterar a potência, precisão, etc.) sendo ainda bem barata. |                |          |                 |
| Número de balas | Calibre        | Origem   | Preço (no jogo) |
| 20 | 9mm Parabellum | Áustria  | $200            |

| USP (K&M .45) | USP (K&M .45) | USP (K&M .45) |                 |
| --- | ------------- | ------------- | --------------- |
| Arma secundária padrão dos contra-terroristas. Tem um bom nível de dano e doze balas, o que é mais do que o suficiente para jogadores habilidosos. Essa é exatamente a pistola SOCOM, famosa por conta de vários jogos, em especial Metal Gear Solid, onde era a primeira arma a ser encontrada (com exceção das granadas). |               |               |                 |
| Número de balas | Calibre       | Origem        | Preço (no jogo) |
| 12 | .45 ACP       | Alemanha      | $200            |

| SIG P228 | SIG P228 | SIG P228        |                 |
| --- | -------- | --------------- | --------------- |
| Arma pouco popular entre os jogadores. Possui semelhanças com a USP, porém possui uma bala a mais. Alega-se que é a melhor arma para a primeira rodada do jogo, substituindo a arma secundária padrão, pois é muito rápida e tem uma boa precisão. |          |                 |                 |
| Número de balas | Calibre  | Origem          | Preço (no jogo) |
| 13 | .357 SIG | Suíça, Alemanha | $300            |

| Desert Eagle .50 AE (NightHawk) | Desert Eagle .50 AE (NightHawk) | Desert Eagle .50 AE (NightHawk) |                 |
| --- | ------------------------------- | ------------------------------- | --------------- |
| É a pistola mais forte do jogo: dois tiros certeiros são o suficiente para derrubar boa parte dos inimigos (tiro na cabeça, pescoço seguido de tiro na cabeça ou entre o ombro e o pescoço são lugares que matam com um único tiro), mas possui um menor número de balas. A melhor maneira é atirar e esperar. |                                 |                                 |                 |
| Número de balas | Calibre                         | Origem                          | Preço (no jogo) |
| 7 | .50 Action Express              | Israel                          | $700            |

| FN Five Seven | FN Five Seven | FN Five Seven |                 |
| --- | ------------- | ------------- | --------------- |
| É a pistola exclusiva dos contra-terroristas. Tem um peso bastante pequeno, perfura coletes, tem um projétil leve e um alto número de balas por carregador, mas não é muito utilizada. |               |               |                 |
| Número de balas | Calibre       | Origem        | Preço (no jogo) |
| 20 | 5,7 x 28mm    | Bélgica       | $500            |

| Dual Beretta 96G (.40 Dual Elites) | Dual Beretta 96G (.40 Dual Elites) | Dual Beretta 96G (.40 Dual Elites) |                 |
| --- | ---------------------------------- | ---------------------------------- | --------------- |
| Apesar de serem duas pistolas tratadas como uma arma, ela é raramente usada pois tem pouco poder de fogo e um alto recuo. É de uso exclusivo dos terroristas. |                                    |                                    |                 |
| Número de balas | Calibre                            | Origem                             | Preço (no jogo) |
| 30 | 9mm Parabellum                     | Itália                             | $400            |

## Escopetas
| Benelli M3 Super 90 (Leone 12 Gauge Super) | Benelli M3 Super 90 (Leone 12 Gauge Super) | Benelli M3 Super 90 (Leone 12 Gauge Super) |                 |
| --- | ------------------------------------------ | ------------------------------------------ | --------------- |
| Recomendada apenas para mapas extremamente pequenos, a escopeta convencional requer recarregamento manual a cada tiro. Em curtas distâncias é extremamente letal, no entanto não permite operacionalidade de resposta de fogo quando se depara com dois a quatro adversários simultaneamente. |                                            |                                            |                 |
| Número de balas | Calibre                                    | Origem                                     | Preço (no jogo) |
| 8 | 12 Gauge                                   | Itália                                     | $1200           |

| Benelli XM1014 (Leone YG1265 Auto Shotgun) | Benelli XM1014 (Leone YG1265 Auto Shotgun) | Benelli XM1014 (Leone YG1265 Auto Shotgun) |                 |
| --- | ------------------------------------------ | ------------------------------------------ | --------------- |
| Sem precisar recarregar a cada tiro, a escopeta automática pode causar grandes estragos. Seu poder de dano é menor do que a escopeta anterior, manual, mas não menos letal. Por seu caráter automático, apresenta operacionalidade de resposta, podendo eliminar, com um pouco de sorte e destreza, de dois a três adversários em sequência, dado seu poder de fogo. Porém, requer em média dois disparos para a eliminação de cada oponente. |                                            |                                            |                 |
| Número de balas | Calibre                                    | Origem                                     | Preço (no jogo) |
| 7 | 12 Gauge                                   | Itália                                     | $2000           |

## Sub-metralhadoras
| Steyr TMP (Schmidt MP) | Steyr TMP (Schmidt MP) | Steyr TMP (Schmidt MP) |                 |
| --- | ---------------------- | ---------------------- | --------------- |
| Fraca, com alto nível de recuo, mas pode ser útil em lugares apertados, devido à sua rapidez. Exclusiva dos contra-terroristas. |                        |                        |                 |
| Número de balas | Calibre                | Origem                 | Preço (no jogo) |
| 30 | 9mm Parabellum         | Áustria                | $1250           |

| Ingram Mac-10 | Ingram Mac-10 | Ingram Mac-10  |                 |
| --- | ------------- | -------------- | --------------- |
| Assim como a TMP (Schmidt) não tem grande utilidade em mapas grandes. Além disso, tem um alto recuo e pouco poder. Costuma ser designada como a "Uzi Estadunidense" devido à sua semelhança com a israelita Uzi. Exclusiva dos terroristas. |               |                |                 |
| Número de balas | Calibre       | Origem         | Preço (no jogo) |
| 30 | .45 ACP       | Estados Unidos | $1250           |

| H&K MP5-Navy (K-M Submachine Gun)                                                                                            | H&K MP5-Navy (K-M Submachine Gun) | H&K MP5-Navy (K-M Submachine Gun) |                 |
| --- | --------------------------------- | --------------------------------- | --------------- |
| Esta arma é uma boa escolha para um armamento intermediário. Tem bom recuo e pode servir tanto para curta e média distância. |                                   |                                   |                 |
| Número de balas | Calibre                           | Origem                            | Preço (no jogo) |
| 30 | 9mm Parabellum                    | Alemanha                          | $1500           |

| H&K UMP45 (K&M UMP45)                                                 | H&K UMP45 (K&M UMP45) | H&K UMP45 (K&M UMP45) |                 |
| --------------------------------------------------------------------- | --------------------- | --------------------- | --------------- |
| Uma arma lenta e com um grande recuo. Útil apenas em média distância. |                       |                       |                 |
| Número de balas                                                       | Calibre               | Origem                | Preço (no jogo) |
| 25                                                                    | .45 ACP               | Alemanha              | $1200           |

| FN P90 (ES C90) | FN P90 (ES C90) | FN P90 (ES C90) |                 |
| --- | --------------- | --------------- | --------------- |
| Grande quantidade de balas (mesmo tipo de bala que a pistola Five-Seven), recuo médio e dano médio; mas é útil apenas em curta e média distância. Em cada toque no botão de tiro são disparadas três balas, mas não é um modo burst, o que ajuda quando você está desesperado. |                 |                 |                 |
| Número de balas | Calibre         | Origem          | Preço (no jogo) |
| 50 | 5,7 x 28mm      | Bélgica         | $2350           |

## Rifles
| FAMAS (Clarion 5.56) | FAMAS (Clarion 5.56) | FAMAS (Clarion 5.56) |                 |
| --- | -------------------- | -------------------- | --------------- |
| Recuos fortes e poucas balas. Pode ser usado se o jogador não tiver dinheiro suficiente para adquirir outro rifle e não quer uma SMG (um rifle pode acertar alvos através de objetos como caixas e paredes finas). Tem um modo para atirar três tiros em rajada (burst-fire) que é útil apenas a média e longa distância; não é uma boa escolha já que a arma perde precisão. Exclusiva para os contra-terroristas. Fora do jogo, é a arma padrão da Legião Estrangeira. |                      |                      |                 |
| Número de balas | Calibre              | Origem               | Preço (no jogo) |
| 25 | 5,56 NATO            | França               | $2250           |

| IMI Galil (IDF Defender) | IMI Galil (IDF Defender) | IMI Galil (IDF Defender) |                 |
| --- | ------------------------ | ------------------------ | --------------- |
| Menor recuo que a Famas e mais balas. Uma boa pedida para qualquer distância, mas é menos letal que a Kalashnikov (AK-47). Uma das técnicas de utilização prega atirar na região da barriga do adversário: consequentemente, o recuo para cima guia os tiros para danos maiores. Exclusiva para os terroristas. |                          |                          |                 |
| Número de balas | Calibre                  | Origem                   | Preço (no jogo) |
| 35 | 5,56 NATO                | Israel                   | $2000           |

| Steyr Scout (Schmidt Scout) | Steyr Scout (Schmidt Scout) | Steyr Scout (Schmidt Scout) |                 |
| --- | --------------------------- | --------------------------- | --------------- |
| Rifle com visão para longas distâncias apenas. Pode matar somente com um tiro de cabeça ou dois no corpo. A grande vantagem dessa arma é a velocidade. |                             |                             |                 |
| Número de balas | Calibre                     | Origem                      | Preço (no jogo) |
| 10 | 7,62 NATO                   | Áustria                     | $1700           |

| Colt M4A1 Carbine (Maverick M4A1 Carbine) | Colt M4A1 Carbine (Maverick M4A1 Carbine) | Colt M4A1 Carbine (Maverick M4A1 Carbine) |                 |
| --- | ----------------------------------------- | ----------------------------------------- | --------------- |
| Uma das armas preferida entre os jogadores, a M4A1 causa grande dano e possui recuo fraco. É uma arma altamente dinâmica, servindo para curta, média e longa distância. Pode ser acoplada a um silenciador, que além de útil para não revelar sua posição também acrescenta precisão pela redução do recuo. É o melhor armamento, para curtas, médias e longas distâncias. Exclusiva dos contra-terroristas, atravessa até um obstáculo. |                                           |                                           |                 |
| Número de balas | Calibre                                   | Origem                                    | Preço (no jogo) |
| 30 | 5,56 NATO                                 | Estados Unidos                            | $3100           |

| Avtomat Kalashnikov Model 47 : AK-47 (CV-47) | Avtomat Kalashnikov Model 47 : AK-47 (CV-47) | Avtomat Kalashnikov Model 47 : AK-47 (CV-47) |                 |
| --- | -------------------------------------------- | -------------------------------------------- | --------------- |
| Fora do jogo, é uma das armas mais famosas do mundo. Tem um grande recuo, mas que pode ser facilmente controlado com tiros pausados. Seu poder de dano é maior do que a M4A1. Exclusiva para terroristas. Atravessa até um obstáculo. |                                              |                                              |                 |
| Número de balas | Calibre                                      | Origem                                       | Preço (no jogo) |
| 30 | 7,62x39mm                                    | Rússia                                       | $2700           |

| Steyr AUG (Bullpup) | Steyr AUG (Bullpup) | Steyr AUG (Bullpup) |                 |
| --- | ------------------- | ------------------- | --------------- |
| Tem o maior recuo do jogo, mas pode ser dominada com tiros pausados e técnica. Conta com um zoom de 2x para maior precisão (é o rifle de assalto mais preciso do jogo). O poder de ataque é estrondoso. Recomenda-se pequenos disparos, para maior precisão. Mas em situação de encontros com três ou mais terroristas atacando em coluna, descarregamento em disparo contínuo. Exclusivo dos contra-terroristas. Outro rifle que é capaz de atravessar um obstáculo. |                     |                     |                 |
| Número de balas | Calibre             | Origem              | Preço (no jogo) |
| 30 | 5,56 NATO           | Áustria             | $3300           |

| SIG SG552 Commando (Krieg 552 Commando) | SIG SG552 Commando (Krieg 552 Commando) | SIG SG552 Commando (Krieg 552 Commando) |                 |
| --- | --------------------------------------- | --------------------------------------- | --------------- |
| Tem zoom de 2x, mas com recuo menor. Seu poder de fogo é baixo mas é bastante eficaz em médias e longas distâncias. Com um total de quatro carregadores, são necessários dois a quatro disparos para a eliminação de cada oponente. Exclusiva dos terroristas. |                                         |                                         |                 |
| Número de balas | Calibre                                 | Origem                                  | Preço (no jogo) |
| 30 | 5,56 NATO                               | Suíça                                   | $3000           |

| AI Arctic Warfare/Magnum (Magnum Sniper Rifle) | AI Arctic Warfare/Magnum (Magnum Sniper Rifle) | AI Arctic Warfare/Magnum (Magnum Sniper Rifle) |                 |
| --- | ---------------------------------------------- | ---------------------------------------------- | --------------- |
| Seu alto poder de dano lhe confere o título de arma mais forte do jogo. Mata com um tiro, mas pode, raramente, falhar. Por exemplo, quando se acerta pernas e braços, necessitando assim de mais de um tiro, ou quando o adversário está utilizando escudo táctico, necessitando em média de três a quatro tiros no escudo para abater o oponente. É um rifle de franco-atirador com alto recuo, alto preço e alto peso, o que faz com que o jogador ande mais lentamente ao segurar esta arma. Com zoom de 3x, pode acertar alvos a longa distância. É a única arma que atravessa até três obstáculos. Apesar de muitos conhecerem esta arma como AWP, na verdade essa é a versão militar, AWM, que usa balas mais fortes. |                                                |                                                |                 |
| Número de balas | Calibre                                        | Origem                                         | Preço (no jogo) |
| 10 | .338 Lapua Magnum                              | Reino Unido                                    | $4750           |

| SIG SG550 Sniper (Krieg 550 Commando) | SIG SG550 Sniper (Krieg 550 Commando) | SIG SG550 Sniper (Krieg 550 Commando) |                 |
| --- | ------------------------------------- | ------------------------------------- | --------------- |
| Pouco recuo e alto poder de fogo. Este rifle automático é uma bela alternativa para a AWP. Ótimo armamento para médias e longas distâncias (preferencialmente). Necessita de três a cinco disparos para abater um oponente, exceto se for na cabeça, onde apenas um único projétil é suficiente. Armamento totalmente desaconselhável para curtas distâncias. Tem zoom de 2x e é exclusiva para os contra-terroristas. Este rifle é desaconselhado caso o jogador não for rápido para matar: a posição do atirador é revelada rapidamente, e o disparo não atravessa mais do que um obstáculo. |                                       |                                       |                 |
| Número de balas | Calibre                               | Origem                                | Preço (no jogo) |
| 30 | 5,56 NATO                             | Suíça                                 | $5000           |

| H&K G3/SG-1 (d3/AV-1 Semi-Automatic Sniper Rifle) | H&K G3/SG-1 (d3/AV-1 Semi-Automatic Sniper Rifle) | H&K G3/SG-1 (d3/AV-1 Semi-Automatic Sniper Rifle) |                 |
| --- | ------------------------------------------------- | ------------------------------------------------- | --------------- |
| É parecida com a Krieg 550, mas tem menos balas, porém é mais potente e mais cara. Muito boa por ser uma arma de franco-atirador que não necessita de recarregamento a cada tiro (muito veloz). Mata com um tiro na cabeça ou dois tiros no corpo. Exclusiva dos terroristas. Pode-se treinar utilizar esta arma sem mira. Assim passará a ter nas suas mãos um rifle de assalto bastante poderoso. |                                                   |                                                   |                 |
| Número de balas | Calibre                                           | Origem                                            | Preço (no jogo) |
| 20 | 7,62 NATO                                         | Alemanha                                          | $5000           |

## Metralhadoras
| FN M249 Para (ES M249) | FN M249 Para (ES M249) | FN M249 Para (ES M249) |                 |
| --- | ---------------------- | ---------------------- | --------------- |
| Não muito usada, a única metralhadora do jogo tem o mais alto número de projéteis (100), dispensando recarregamento por quase três rodadas. é popularmente chamada pelo jogadores de "Rambão" ou "Metralhadora do Rambo", devido à semelhança desta arma às usadas nos filmes da série Rambo. Causa um bom nível de estrago; seus projéteis perfuram obstáculos, mas com um incrível recuo (coice). Tem um preço bastante alto. Seu poder de fogo é perfurante e pode ser utilizada para grandes quantidades de inimigos, de seis a doze, por exemplo. Ao encontrar com todos por um corredor, é só descarregar. É capaz de atravessar um obstáculo, assim como todos os rifles. |                        |                        |                 |
| Número de balas | Calibre                | Origem                 | Preço (no jogo) |
| 100 | 5,56 Parabellum        | Bélgica                | $5200           |

## Utilitários
Separado das armas, os utilitários incluem as granadas, coletes e outros objetos que podem ser usados como equipamentos em certos tipos de mapas.
| Colete |  |
| --- |  |
| Um colete à prova de balas, que pode fazer alguma diferença para pistolas, sub-metralhadoras e granadas apenas, ja que outras armas como os rifles são capazes de atravesar até os capacetes, mas com muito menos dano. Esse colete não é muito usado pelos jogadores. |  |
| Preço (no jogo) |  |
| $650 |  |

| Colete + capacete |  |
| --- |  |
| Além do colete citado acima, oferece um capacete que pode diminuir o efeito dos mortais tiros na cabeça. Quando é bem detido geralmente pode-se ver uma faísca saindo do capacete, muito dano e a cabeça tremendo e sem mira perfeita por cerca de cinco segundos (em média sobram de 10 a 50% de energia), tempo até a personagem estabilize a visão, por assim dizer. Esse equipamento é indicado para jogadores experientes porque auxilia em uma batalha. |  |
| Preço (no jogo) |  |
| $1000 |  |

| Granada de luz |  |
| --- |  |
| Esta granada deixa quem estiver perto dela temporariamente cego e surdo ao explodir, incluindo seu time. Pode-se carregar duas unidades a cada rodada. A fim de causar os danos somente ao adversário, e aconselhado atirá-la para um local longe ou em outro recinto, separado por uma parede, evitando que os danos de cegamento e surdez afetem seu próprio personagem. |  |
| Preço (no jogo) |  |
| $200 |  |

| Granada de fragmentação (HE) |  |
| --- |  |
| Uma granada convencional que, ao explodir, causa dano nos inimigos ou amigos. Seu efeito pode ser reduzido com o uso de coletes. No Counter-Strike: Source, quando uma granada explode perto do jogador, ele perde a audição por alguns segundos. É uma boa opção de ataque contra os que estão usando um escudo ou contra os franco-atiradores. |  |
| Preço (no jogo) |  |
| $300 |  |

| Granada de fumaça |  |
| --- |  |
| Esta granada de fumaça pode cobrir locais usados por franco-atiradores, ou em corredores apertados. Se atirada corretamente no local desejado, pode fazer com que a área em volta do jogador fique inteiramente cinza, ficando totalmente sem visão do local. |  |
| Preço (no jogo) |  |
| $300 |  |

| Kit de desarmamento |  |
| --- |  |
| Exclusivo para os contra-terroristas, este kit acelera o processo de desativação de uma bomba ativada. Imprescindível para contra-terroristas em mapas de desarmamento (de_). Geralmente, somente parte do time compra o equipamento, sendo esses os responsáveis por desativar a bomba caso haja necessidade. |  |
| Preço (no jogo) |  |
| $400 |  |